# Воля-Крогулецька
Воля-Крогулецька (пол. Wola Krogulecka) — село в Польщі, у гміні Старий Сонч Новосондецького повіту Малопольського воєводства.
Населення — 380 осіб (2011).
У 1975-1998 роках село належало до Новосондецького воєводства.

## Демографія
Демографічна структура станом на 31 березня 2011 року:
|          | Загалом | Допрацездатний вік | Працездатний вік | Постпрацездатний вік |
| -------- | ------- | ------------------ | ---------------- | -------------------- |
| Чоловіки | 192     | 43                 | 128              | 21                   |
| Жінки    | 188     | 49                 | 109              | 30                   |
| Разом    | 380     | 92                 | 237              | 51                   |